# 杜村遗址 (清河县)
杜村遗址，位于中国河北省邢台市杜村，为邢台市清河县的一个省级文物保护单位，类型为古遗址，公布时间为1993年7月15日。
杜村遗址的历史年代为商。